# Chairs Missing
Chairs Missing — другий студійний альбом, британського, пост-панк, артпанк-грурту Wire, випущений в серпні 1978, році, на лейблі Harvest Records, досянгув 48-го місця в UK Singles Chart.
Цей альбом в якому звучання перейшло на експериментальне звучання, з сумішшю прогресивного року, та психоделії, і арт-року, з додаванням клавішних, на яких зіграв продюсер Майк Торн

## Список композицій
- Practice Makes Perfect —4:11
- French Film Blurred —2:34
- Another the Letter —1:07
- Men 2nd —1:43
- Marooned —2:21
- Sand in My Joints —1:50
- Being Sucked in Again —3:14
- Heartbeat —3:16
- Mercy —5:46
- Outdoor Miner —1:46
- I Am the Fly —3:09
- I Feel Mysterious Today —1:57
- From the Nursery —2:58
- Used To —2:23
- To Late —4:14